# شهرستان آلتای
شهرستان آلتای (به قزاقی: Алтай ауданы، التاي اۋدانى) یک شهرستان در قزاقستان است که در استان قزاقستان شرقی واقع شده‌است. شهرستان آلتای ۱۰٬۵۰۰ کیلومتر مربع مساحت و ۳۵٬۲۸۱ نفر جمعیت دارد.